# Kyanid stříbrný
Kyanid stříbrný (AgCN) je chemická sloučenina ze skupiny kyanidů, které jsou prudce toxické. Stejně tak je tomu i u kyanidu stříbrného - například u krys je střední letální dávka v případě orálního podání obsah 123 mg kyanidu stříbrného v jednom kilogramu tkáně. Další jeho potenciálně nebezpečnou vlastností je vznětlivost - vzplane při teplotě nejméně 320 °C.
Kyanid stříbrný tvoří bezbarvé krystaly, je nerozpustný ve vodě i alkoholu, avšak rozpouští se v amoniaku a vroucí kyselině dusičné. Některé stříbrné kyanidy jsou luminiscenční.
Kyanid stříbrný se běžně používá při postříbřování materiálů.